# Phytomyza obscurella
Phytomyza obscurella este o specie de muște din genul Phytomyza, familia Agromyzidae, descrisă de Fallen în anul 1823.
Este endemică în Sweden. Conform Catalogue of Life specia Phytomyza obscurella nu are subspecii cunoscute.